# Йордан Бадев
Йордан Антонов Бадев, известен с псевдонимите Брусников,, Брусенков, Радиков, Радко, е български литературен критик, публицист и журналист, деец на Вътрешната македонска революционна организация.

## Биография
Бадев е роден в 1888 година в Битоля, тогава в Османската империя, в семейството на прилепчаните Елисавета Йованова Бадева, по баща Кондова и учителя Антон Бадев, преподавал в Солунската българска гимназия. В 1906 година завършва Битолската българска гимназия. Учи славянска филология в Софийския университет, а после завършва филология в Лозанския университет.
Връща се в Македония и учителства в Битоля. През 1911 година Бадев подкрепя инициативата за създаване на легална политическа партия на българите в Османската империя – проект, който пропада поради засилването на политическото напрежение и избухването на Балканската война.
В Битоля участва в дейността на гимнастическото дружество „Пелистерски юнак“ и в 1912 година е негов секретар. Избран е за делегат на дружеството за конгреса на българските отомански юнашки дружества в Солун, 1912 година.
След Междусъюзническата война през 1913 година се изселва в България и става учител в София. Член-учредител е на Македонския научен институт.
Участва в Първата световна война като запасен подпоручик, взводен командир, носител е на ордени „За военна заслуга“ и „За храброст“.
Участва като делегат от Битолското благотворително братство в обединителния конгрес на Македонската федеративна организация и Съюза на македонските емигрантски организации от януари 1923 година.
Започва да се занимава с литература и журналистика. Пише в списание „Златорог“ и във вестниците „Зора“ и „1838 – 1938“, а от 1931 година е редактор по културните въпроси на „Зора“. Редактира вестниците „Народност“ и „Миргород“. Бадев има редица статии по въпросите на българската литература – както общотеоретични и обзорни статии, така и портретистки и очерци. През 1938 година излиза книгата му „Животът и изкуството“.
Бадев е масон и активен участник в освободителното движение на македонските българи. Поддържа тесни контакти с ръководителите на възстановената след Първата световна война ВМРО, като получава парична издръжка от същата. След разделението на организацията на протогеровистко и михайловистко крило е на страната на Иван Михайлов. Пише във вестник „Македония“. В годините преди Втората световна война е привърженик на ориентация на България към Третия райх, в която той вижда надежда за позитивно за страната решаване на македонския въпрос. Бадев е автор на няколко книги, като „Даме Груев. Живот и дело“ (Скопие, 1943) и много статии, посветени на участници в македонското движение. Бадев е и автор на подписаната от ВМРО книга „Заговорът срещу Тодор Александров“.
Бадев е убит без съд и присъда след Деветосептемврийския преврат през 1944 година. През март 1945 година е осъден посмъртно на Дело №6 на интелектуалците от серията процеси на така наречения Народен съд. Реабилитиран е в 1996 година от Върховния съд.
През 1957 г. книгите му „Животът и изкуството“ (1938), „От ранно детство. Спомени“ (1928) и „Скици на живите“ (1934) са включени в Списъка на вредната литература.

## Памет
На Йордан Бадев е наречена улица в квартал „Витоша“ в София (Карта).

## Галерия
- Писмо от председателя Г. Киров и секретаря Й. Бадев на Битолското българско дружество „Пелистерски юнак“ до Солунското гимнастическо дружество на отоманските българи
- Писмо от Битолското българско гимнастическо дружество „Пелистерски юнак“ до солунското дружество, че изпраща Йордан Бадев като свой делегат на Учредителния конгрес на отоманските гимнастически дружества